# Cape Saint Paul fyr
Cape Saint Paul fyr är en fyr utanför Woe på Ghanas sydkust. Den byggdes år 1901 och är landets äldsta.
Fyren består av en pyramidformad ställning av gjutjärn och den översta delen med fyrlyktan är inbyggd. Den renoverades år 2017 och  drivs med solpaneler. Fyren är öppen för besökare och från toppen har man en milsvid utsikt över kusten.